# 松倉友二
松倉 友二（まつくら ゆうじ、1972年〈昭和47年〉2月27日 - ）は、日本のアニメーションプロデューサー。株式会社ジェー・シー・スタッフ執行役員制作本部長。京都府出身。

## 概要
代々木アニメーション学院大阪校を1992年に卒業後、J.C.STAFFに入社。その後、異例といえる20代の若さでプロデューサーを任され、数々のアニメに携わる。
制作進行から半年たたずで一本立ちした際に組んだ高山文彦と最初に作ったOVA『超時空世紀オーガス02』では、キャラクター原案の美樹本晴彦に20歳でキャラクターを上げさせたことから、業界内では有名になった。そういったことから、クリエイターや制作会社の人、メーカーと出会っては関係ができていった結果、仕事の話が自分に来るようになったという。
『ハイスコアガール』を担当した際のねとらぼによるインタビューでは、入社前の18歳から20歳までの2年間はゲーム会社のトーセで働いていたことを明かしている。

## 作品一覧

### テレビアニメ
1993年
- 剣勇伝説YAIBA（制作進行）

1997年
- 少女革命ウテナ（アニメーション制作担当）

1998年
- アキハバラ電脳組（制作担当）
- アリスSOS（アニメーションプロデューサー）
- 彼氏彼女の事情（アニメーション制作プロデューサー）
- 魔術士オーフェン（プロデューサー）

1999年
- それゆけ!宇宙戦艦ヤマモト・ヨーコ（アニメーションプロデューサー）
- 魔術士オーフェン Revenge（プロデューサー）
- へっぽこ実験アニメーション エクセル♥サーガ（プロデューサー）

2000年
- だぁ!だぁ!だぁ!（アニメーションプロデューサー）
- 闇の末裔（プロデューサー）

2001年
- 魔法戦士リウイ（プロデューサー）
- パラッパラッパー（アニメーションプロデューサー）
- ちっちゃな雪使いシュガー（プロデューサー）

2002年
- あずまんが大王（プロデューサー）
- 藍より青し（プロデューサー）
- スパイラル －推理の絆－（制作プロデューサー）

2003年
- ななか6/17（プロデューサー）
- 魔法遣いに大切なこと（アニメーションプロデューサー）
- ガンパレード・マーチ 〜新たなる行軍歌〜（アニメーションプロデューサー）
- 一騎当千（プロデューサー）
- ちっちゃな雪使いシュガー 特別編（プロデューサー）
- R.O.D -THE TV-（アニメーションプロデューサー）
- 真月譚 月姫（プロデューサー）
- まぶらほ（プロデューサー）
- 藍より青し〜縁〜（プロデューサー）

2004年
- 光と水のダフネ（プロデューサー）
- せんせいのお時間（プロデューサー）
- 忘却の旋律（プロデューサー）

2005年
- スターシップ・オペレーターズ（アニメーション制作プロデューサー）
- 極上生徒会（プロデューサー）
- LOVELESS（プロデューサー）
- ハチミツとクローバー（アニメーションプロデューサー）
- 奥さまは魔法少女（プロデューサー、シリーズ構成）
- 灼眼のシャナ（プロデュース）
- かりん（プロデューサー）

2006年
- よみがえる空 -RESCUE WINGS-（プロデューサー）
- ハチミツとクローバーII（アニメーションプロデューサー）
- ゼロの使い魔（アニメーションプロデューサー）
- ゴーストハント（アニメーションプロデューサー）
- あさっての方向。（アニメーションプロデューサー）
- ウィンターガーデン（アニメーション制作プロデューサー）

2007年
- のだめカンタービレ（アニメーションプロデューサー）
- ゼロの使い魔 〜双月の騎士〜（アニメーションプロデューサー）
- スカイガールズ（プロデューサー）
- ぽてまよ（プロデューサー）
- 灼眼のシャナII -Second-（プロデュース）
- キミキス pure rouge（プロデューサー）

2008年
- シゴフミ（プロデューサー）
- 隠の王（プロデューサー）
- スレイヤーズREVOLUTION（プロデューサー）
- ゼロの使い魔 〜三美姫の輪舞〜（アニメーションプロデューサー）
- とらドラ!（プロデューサー）
- とある魔術の禁書目録（プロデュース）
- のだめカンタービレ 巴里編（アニメーションプロデューサー）

2009年
- スレイヤーズEVOLUTION-R（プロデューサー）
- ハヤテのごとく!!（アニメーション制作統括）
- 初恋限定。（プロデュース）
- 青い花（プロデューサー）
- 大正野球娘。（アニメーション制作統括）
- とある科学の超電磁砲（プロデュース）

2010年
- のだめカンタービレ フィナーレ（アニメーションプロデューサー）
- 会長はメイド様!（プロデューサー）
- 裏切りは僕の名前を知っている（プロデューサー）
- オオカミさんと七人の仲間たち（アニメーション制作統括）
- おとめ妖怪 ざくろ（プロデューサー）
- 探偵オペラ ミルキィホームズ（プロデューサー）
- とある魔術の禁書目録II（プロデュース）
- バクマン。（アニメーションプロデューサー）

2011年
- 夢喰いメリー（アニメーション制作統括）
- 緋弾のアリア（プロデューサー）
- 神様のメモ帳（プロデュース）
- 快盗天使ツインエンジェル〜キュンキュン☆ときめきパラダイス!!〜（プロデューサー）
- 探偵オペラ ミルキィホームズ サマー・スペシャル（プロデューサー）
- バクマン。(第2シリーズ)（アニメーションプロデューサー）
- 君と僕。（プロデューサー）
- 灼眼のシャナIII -Final-（プロデュース）

2012年
- 探偵オペラ ミルキィホームズ 第2幕（プロデューサー）
- キルミーベイベー（プロデューサー）
- ゼロの使い魔F（アニメーション制作統括）
- あの夏で待ってる（プロデューサー）
- 君と僕。2（プロデューサー）
- アルカナ・ファミリア -La storia della Arcana Famiglia-（アニメーション制作統括）
- じょしらく（プロデューサー）
- バクマン。(第3シリーズ)（アニメーションプロデューサー）
- リトルバスターズ!（プロデュース）
- さくら荘のペットな彼女（制作統括）

2013年
- とある科学の超電磁砲S（プロデュース）
- 変態王子と笑わない猫。（アニメーション制作統括）
- ふたりはミルキィホームズ（プロデューサー）
- ゴールデンタイム（アニメーション制作統括）
- リトルバスターズ! 〜Refrain〜（プロデュース）

2014年
- ウィッチクラフトワークス（プロデュース）
- selector infected WIXOSS（プロデュース）
- 風雲維新ダイ☆ショーグン（プロデューサー）
- まじもじるるも（プロデュース）
- LOVE STAGE!!（プロデューサー）
- selector spread WIXOSS（プロデュース）

2015年
- 探偵歌劇 ミルキィホームズ TD（プロデューサー）
- ダンジョンに出会いを求めるのは間違っているだろうか（アニメーション制作統括）
- 食戟のソーマ（プロデュース）
- 下ネタという概念が存在しない退屈な世界（アニメーション制作統括）
- 監獄学園（チーフプロデューサー）
- ヘヴィーオブジェクト（アニメーション制作統括）

2016年
- ふらいんぐうぃっち（アニメーション制作統括）
- 食戟のソーマ 弐ノ皿（プロデュース）
- タブー・タトゥー（アニメーション制作統括）
- 斉木楠雄のΨ難（アニメーション制作統括）
- Lostorage incited WIXOSS（プロデュース）
- あまんちゅ!（アニメーション制作統括）
- 探偵オペラ ミルキィホームズ ファンファンパーリーナイト♪ 〜ケンとジャネットの贈り物〜（プロデューサー）

2017年
- うらら迷路帖（プロデューサー）
- 南鎌倉高校女子自転車部（アニメーションプロデューサー）
- スクールガールストライカーズ Animation Channel（チーフプロデューサー）
- MARGINAL#4 KISSから創造るBig Bang（プロデューサー）
- アリスと蔵六（プロデュース）
- ソード・オラトリア ダンジョンに出会いを求めるのは間違っているだろうか外伝（チーフプロデューサー）
- ツインエンジェルBREAK（プロデューサー）
- バチカン奇跡調査官（プロデューサー）
- UQ HOLDER! 〜魔法先生ネギま!2〜（チーフプロデューサー）
- 食戟のソーマ 餐ノ皿（プロデュース）
- クジラの子らは砂上に歌う（プロデュース）
- 探偵オペラ ミルキィホームズ アルセーヌ 華麗なる欲望（プロデューサー）

2018年
- 斉木楠雄のΨ難(第2期)（アニメーション制作統括）
- Lostorage conflated WIXOSS（プロデュース）
- あまんちゅ!〜あどばんす〜（アニメーション制作統括）
- ラストピリオド -終わりなき螺旋の物語-（アニメーション統括）
- Back Street Girls -ゴクドルズ-（アニメーション制作統括）
- 殺戮の天使（アニメーション制作統括）
- プラネット・ウィズ（プロデュース）
- ハイスコアガール（アニメーション制作統括）
- とある魔術の禁書目録III（プロデュース）
- 叛逆性ミリオンアーサー（アニメーション制作統括）
- 斉木楠雄のΨ難 完結編（アニメーション制作統括）
- 探偵オペラ ミルキィホームズ サイコの挨拶（プロデューサー）

2019年
- デート・ア・ライブIII（プロデューサー）
- ワンパンマン(第2期)（アニメーション制作統括）
- まちカドまぞく（アニメーション制作統括）
- とある科学の一方通行（プロデュース）
- 通常攻撃が全体攻撃で二回攻撃のお母さんは好きですか?（プロデューサー）
- ダンジョンに出会いを求めるのは間違っているだろうかII（チーフプロデューサー）
- 食戟のソーマ 神ノ皿（プロデュース）
- ハイスコアガールII（アニメーション制作統括）

2020年
- とある科学の超電磁砲T（プロデュース）
- ミュークルドリーミー（アニメーションプロデューサー）
- 食戟のソーマ 豪ノ皿（プロデュース）
- ゾゾゾ ゾンビーくん（アニメーションプロデューサー）
- ダンジョンに出会いを求めるのは間違っているだろうかIII（プロデューサー）

2021年
- WIXOSS DIVA(A)LIVE（プロデュース）
- スケートリーディング☆スターズ（プロデュース）
- 舞妓さんちのまかないさん（プロデュース）
- BLUE REFLECTION RAY/澪（アニメーション制作統括）
- ミュークルドリーミー みっくす！（プロデューサー）
- 戦闘員、派遣します！（プロデューサー）
- 極主夫道（プロデューサー）
- EDENS ZERO（アニメーション制作統括）
- 現実主義勇者の王国再建記（プロデューサー）
- 死神坊ちゃんと黒メイド（プロデューサー）

2022年
- 現実主義勇者の王国再建記 第二部（プロデューサー）
- 失格紋の最強賢者（プロデュース）
- 薔薇王の葬列（プロデューサー）
- まちカドまぞく 2丁目（アニメーション制作統括）
- 処刑少女の生きる道（プロデューサー）
- ダンジョンに出会いを求めるのは間違っているだろうかIV 新章 迷宮篇（チーフプロデューサー）

2023年
- ダンジョンに出会いを求めるのは間違っているだろうかIV 深章 厄災篇（チーフプロデューサー）
- シュガーアップル・フェアリーテイル（プロデューサー）
- EDENS ZERO　第二期（アニメーション制作統括）
- 異世界はスマートフォンとともに。2（プロデューサー）
- 贄姫と獣の王（アニメーション制作統括）
- 死神坊ちゃんと黒メイド　第２期（アニメーション制作統括）
- シュガーアップル・フェアリーテイル　第２クール（プロデューサー）
- シナモンと安田顕のゆるドキ☆クッキング
- I.CINNAMOROLL Animation

2024年
- 月が導く異世界道中 第二幕（アニメーション制作統括）
- Lv2からチートだった元勇者候補のまったり異世界ライフ（アニメーション制作統括）
- 死神坊ちゃんと黒メイド　第３期（アニメーション制作統括）
- 2.5次元の誘惑（エグゼクティブプロデューサー）
- FAIRY TAIL 100年クエスト（アニメーション制作統括）
- デリコズ・ナーサリー（プロデューサー）
- ダンジョンに出会いを求めるのは間違っているだろうかV（チーフプロデューサー）
- 魔王2099（チーフプロデューサー）
- やり直し令嬢は竜帝陛下を攻略中（アニメーション制作統括）

2025年
- ハニーレモンソーダ
- 男女の友情は成立する?（いや、しないっ!!）

### 劇場アニメ
1992年
- アップフェルラント物語（制作進行）

1996年
- スレイヤーズRETURN（制作担当）

1997年
- スレイヤーズぐれえと（制作担当）

1998年
- MAZE☆爆熱時空 天変脅威の大巨人（制作プロデューサー）
- スレイヤーズごぅじゃす（制作プロデューサー）

1999年
- 少女革命ウテナ アドゥレセンス黙示録（プロデューサー）

2001年
- あずまんが大王（プロデューサー）

2007年
- 劇場版 灼眼のシャナ（アニメーションプロデューサー）

2013年
- 劇場版 とある魔術の禁書目録 -エンデュミオンの奇蹟-（プロデュース）

2014年
- つばさとホタル（アニメーション制作統括）

2015年
- アキの奏で（プロデューサー）

2016年
- 劇場版 selector destructed WIXOSS（プロデュース）
- 劇場版 探偵オペラ ミルキィホームズ 〜逆襲のミルキィホームズ〜（プロデューサー）

2019年
- 劇場版 ダンジョンに出会いを求めるのは間違っているだろうか -オリオンの矢-（チーフプロデューサー）
- 映画 この素晴らしい世界に祝福を!紅伝説（プロデューサー）

2021年
- ARIA The CREPUSCOLO（チーフアニメーションプロデューサー）
- 劇場版 クドわふたー（プロデューサー）
- アイの歌声を聴かせて（プロデューサー）
- ARIA The BENEDIZIONE（プロデューサー）

### OVA
1993年
- 超時空世紀オーガス02（制作担当）

1995年
- アルスラーン戦記 征馬孤影（制作担当）

1996年
- 闘神伝（制作担当）
- スレイヤーズすぺしゃる（制作担当）
- 超人学園ゴウカイザー（制作担当）

1998年
- スレイヤーズえくせれんと（制作プロデューサー）

2001年
- ねこぢる草（プロデューサー）
- ぷにぷに☆ぽえみぃ（プロデューサー）
- エイリアン9（プロデューサー）

2003年
- エイケン エイケンヴより愛をこめて（プロデューサー）

2004年
- せんせいのお時間 ご〜るど（プロデューサー）

2009年
- 灼眼のシャナS（プロデュース）

2010年
- 今日、恋をはじめます（アニメーション制作プロデューサー）
- OVA とある科学の超電磁砲（プロデュース）

2012年
- あくちぇる・わーるど。（アニメーション制作統括）

2014年
- リトルバスターズ! EX（プロデュース）

2015年
- 快盗天使ツインエンジェル〜キュンキュン☆ときめきパラダイス!!〜（アニメーション制作プロデューサー）

2019年
- まじもじるるも 完結編（アニメーション制作統括）

### Webアニメ
2019年
- 斉木楠雄のΨ難 Ψ始動編（アニメーション制作統括）

2024年
- Duel Masters LOST 〜追憶の水晶〜（アニメーションプロデューサー）
- Duel Masters LOST 〜月下の死神〜（アニメーションプロデューサー）

### ゲーム
- ワイルドアームズ ザ フォースデトネイター（2005年、制作）
- とらドラ・ポータブル!（2009年、スペシャルサンクス）
- とある魔術と科学の群奏活劇（2013年、アニメーション統括）